# Polovodičová dioda

Schematická značka polovodičové diody

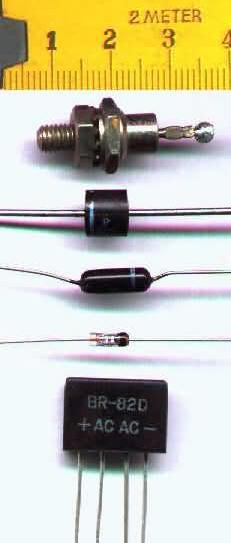
Polovodičové diody; shora: výkonová dioda pro usměrňovače; křemíková dioda, hrotová germaniová dioda, hrotová křemíková dioda, čtveřice diod v Graetzově zapojení ve společném pouzdře

Polovodičová dioda je elektrotechnická součástka, dioda, jejímž úkolem v elektrickém obvodu je propouštět elektrický proud jedním směrem. Podle konstrukce slouží k usměrňování elektrického proudu (přeměna střídavého proudu na stejnosměrný proud), ke stabilizaci elektrického napětí nebo k signalizaci průchodu proudu.

## Stavba polovodičové diody
Polovodičová dioda se skládá ze dvou příměsových polovodičů - jeden polovodič je typu N (katoda) a druhý polovodič je typu P (anoda). Na rozhraní polovodičů vznikne přechod P-N (hradlová vrstva), který v ideálním případě propouští proud pouze jedním směrem.
Základem diody bývá křemíková nebo germaniová destička, obohacená z jedné strany o prvek s pěti valenčními elektrony (fosfor, arsen), z druhé strany o prvek s třemi valenčními elektrony (bor, hliník, gallium, indium). Vzájemným silovým působením mezi částicemi se na přechodu P-N vytvoří vnitřní elektrické pole.

## Druhy polovodičových diod
Kromě základního druhu polovodičové diody existují diody se speciálním chováním přechodu P-N:
- Fotodioda - dopadající světelné nebo jiné záření způsobí v oblasti přechodu P-N vytvoření dvojice elektron - kladná díra, a tím podle způsobu zapojení dojde ke zvýšení vodivosti nebo ke zvýšení napětí na přechodu P-N
- LED - rekombinace v oblasti přechodu P-N způsobují vydávání světelného záření
- Varikap - změnou napětí na diodě v závěrném směru se mění její kapacita, varikap je vyroben tak, aby tato změna byla co nejvýraznější
- Zenerova dioda - má nízké napětí, při kterém v závěrném směru dochází k nedestruktivnímu průrazu, a dá se tak v jednoduchém zapojení využít ke stabilizaci napětí
- Tunelová dioda - její voltampérová charakteristika obsahuje v propustném směru při napětí několika desetin voltu oblast záporného diferenciálního odporu. Lze s ní vyrobit oscilátor na velmi vysokých kmitočtech.

Dále se diody dělí podle schopnosti snést různý proud v propustném směru globálního a napětí v závěrném směru, nebo podle frekvence střídavého proudu (vysoko- a nízkofrekvenční diody), pro který jsou určeny.

## Parametry polovodičové diody
- Prahové napětí - elektrické napětí, při kterém dojde ke zrušení hradlové vrstvy
- Průrazné napětí - elektrické napětí, které způsobí při zapojení v závěrném směru zničení přechodu P-N a průchod proudu diodou
- VA charakteristika - závislost proudu protékajícího diodou na napětí mezi vývody
- Maximální zatížení - největší možný výkon elektrického proudu nepoškozující diodu
- Maximální proud - největší proud, který může procházet diodou
- Teplotní rozmezí - rozmezí teplot, při kterých může dioda pracovat

## Shockleyho rovnice diody

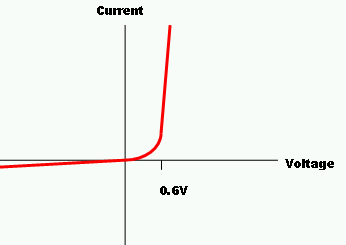
Volt-ampérová charakteristika diody

Voltampérovou charakteristiku běžných polovodičových diod lze popsat rovnicí pojmenovanou podle spoluobjevitele tranzistoru Williama Bradforda Shockleyho. Rovnice popisuje základní chování diody v propustném i v závěrném směru:
{\displaystyle I=I_{\mathrm {0} }\left(e^{U_{\mathrm {D} }/(nU_{\mathrm {T} })}-1\right),\,}
kde
I je proud diodou,
I0 je závěrný saturační proud,
UD je napětí přiložené na diodu,
UT je tzv. tepelné napětí
n je činitel kvality, který se pohybuje od 1 do 2 v závislosti na výrobním procesu a materiálu polovodiče. V mnoha případech se dá uvažovat jako přibližně rovný 1 (pak n z rovnice vypadne).
Tepelné napětí UT je při běžných "pokojových teplotách" okolo 300 K přibližně 25.85 mV. Obecně je definováno vzorcem:
{\displaystyle U_{\mathrm {T} }={\frac {kT}{q}}\,,}
kde k je Boltzmannova konstanta, T je teplota p-n přechodu v Kelvinech, a q je velikost náboje elektronu (elementární náboj).
Shockleyho rovnice ideální diody počítá s tím, že v diodě působí pouze drift (daný elektrickým polem), dále difuze a tepelná rekombinace. Ostatní jevy včetně R-G proudů a fotoelektrických jevů jsou zde zanedbány. Také je zanedbán vnitřní ohmický odpor diody, projevující se při vysokých proudech v propustném směru. Tato rovnice rovněž nemodeluje oblast zpětného průrazu.

## Polovodičová dioda v elektrickém obvodu

### Propustný směr
Při zapojení kladného pólu zdroje k anodě (typ P) a záporného pólu zdroje ke katodě (typ N) se přechod P-N v diodě, bránící průchodu částic, zmenší nebo úplně zruší. Diodou protéká elektrický proud, elektrický odpor diody může být velmi nízký, ale na diodě vždy vzniká určitý úbytek napětí.

### Závěrný směr
Při zapojení kladného pólu zdroje ke katodě (typ N) a záporného pólu k anodě (typ P) se přechod P-N v diodě rozšíří, elektrický odpor diody se zvětší. Elektrický proud v ideálním případě neprochází. Ve skutečnosti diodou prochází proud způsobený minoritními nosiči nábojů, tento proud je však velmi malý.

### Dioda ve střídavém obvodu
Zapojením diody do obvodu střídavého proudu dojde k jednocestnému usměrnění střídavého proudu. Proud může diodou procházet pouze v jednom směru, tzn. pouze v jedné polovině periody. Takový proud se nazývá tepavý.

### Graetzovo zapojení
K dvojcestnému usměrnění střídavého proudu se používají čtyři diody zapojené podle schématu, také se nazývá zapojení do můstku:
Střídavý proud prochází v jedné polovině periody první dvojicí diod (1 a 2), v druhé polovině periody druhou dvojicí diod (3 a 4), přičemž směr proudu vystupujícího z můstku je stále stejný. Velikost proudu se na výstupu mění.
Pro vyhlazení tepavého napětí se používá tzv. filtrační kondenzátor, jehož kapacita se spočítá

{\displaystyle C={\frac {k\cdot I_{vyst}}{p\cdot U_{ss}}}} [mF]
kde[zdroj?]

k........je konstanta (pro dvoucestné zapojení je rovna 200, pro jednocestné usměrnění 400)

I výst...[A] proud zátěží (určí se podle elektrického odporu, nebo výkonu a napětí)

p........[%] je tzv. činitel zvlnění (je-li 0% pak požadujeme dokonale vyhlazené napětí na výstupu)

Uss......[V] je výstupní stejnosměrné napětí

## Použití polovodičové diody
- Usměrňovací dioda - usměrnění střídavého proudu (samostatně nebo jako součást usměrňovače)
- Stabilizační (Zenerova) dioda - vyrovnávání průběhu napětí ve stabilizačních obvodech
- LED - signalizace průchodu proudu (s nízkým nárokem na spotřebu) nebo zdroj světla např. v optických myších
- Fotodioda - součást fotobuněk, polovodičových detektorů záření nebo fotovoltaických článků